# Sant Bonaventura al Palatí
L'Església de Sant Bonaventura al Palatí és una petita església del segle xvii situada al turó del Palatí de Roma. Forma part d'un monestir franciscà construït per Francesco Barberin a petició del Beat Bonaventura Gran per tal d'iniciar-hi la Riformella, un moviment de reforma al si de l'Orde dels Frares Menors Reformats de l'Estricta Observança, per tal que els frares i preveres franciscans que es dedicaven a l'apostolat popular poguessin recollir-se en cases de recolliment i retir espiritual, vivint així l'esperit fundacional de l'orde franciscà. La construcció començà el 1675 sobre una cisterna d'època romana i fou acabada el 1689.